# Padams
Os padams são um dos maiores subgrupos dos adis de Arunachal Pradesh. Ricos em ambas as tradições cultural e oral, os padams são conhecidos por proteger ferozmente a sua sociedade democrática.
Os padams residem nas colinas e nos vales dos distritos Siang Oriental, Siang Ocidental e Baixo Vale do Dibang. Temidos pelas suas táticas de guerra, os padams sempre procuraram por mais terras para ocupar.
Damro é um dos mais importantes locais ancestrais dos padams. A sua importância está na recitação oral e nas crenças pelas quais as gerações lembram de Damro como o local de onde os seus ancestrais migraram. O seu nome vem das palavras "Padam" e "Aro". "Padam" é o nome da tribo e "Aro" significa "real" ou "original". Bolung, Kaling e Dambuk são outras vilas padams famosas.
Cada vila tem um líder que organiza todos os Kebangs (encontros). Esses Kebangs são organizados para acalmar as disputas entre os aldeões.
Os padams são seguidores da fé Donyi-Polo, que é a prática de rezar à deusa do Sol e ao deus da Lua. É interessante destacar que os adis devem ser um dos poucos povos no mundo a praticar uma religião em que o Sol é a deusa e a Lua é o deus. Donyi e Polo são as formas visíveis dos deuses onipresentes Bo e Bomong.

## Nomes
Os sobrenomes usados pelos padams são baseados na linhagem da família.
Segue uma lista de sobrenomes usados por eles:
Pertin,
Perme,
Lego,
Saring,
Tayeng,
Yirang,
Ratan.
Os padams com cada sobrenome são subdivididos em vários clãs. Por exemplo, os Pertins têm os seguintes clãs:
Tinte,
Tintung,
Tinbang,
Jomat,
Jotan, 
Jongkeng.
Enquanto os Tayengs são subdivididos em: 
Kibing,
Kirang,
Kidang,
Sapkom,
Sapno,
Tonkir,
Tonmuk.

## Festivais
Os festivais celebrados pelos padams são muito parecidos com os das outras tribos Adi, incluindo:
| Nome do festival | Data           |
| ---------------- | -------------- |
| Aran             | 7 de março     |
| Solung Etor      | 15 de maio     |
| Solung           | 1 de setembro  |
| Donyi Polo Longe | 31 de dezembro |